# Aderezo peruano
En la gastronomía peruana tradicional, el aderezo es una fritura en aceite o grasa animal de cocción lenta que combina cebolla roja, ajo, y ajíes y que sirve de base de gran parte de los platillos de la cocina local. Los aderezos presentan diversas variaciones, la cocina de la Costa suele incluir típicamente aderezos a base de ají amarillo, mientras que los platillos de la Sierra suelen incluir aderezos de ají panca, aunque en ambos ambientes se encuentra excepiones notables. En la costa norte se usa profusamente el aderezo de ají amarillo y panca más culantro, y eventualmente zapallo loche, para realizar platos como el cabrito a la norteña y el arroz con pato.
El aderezo peruano guarda paralelismos importantes con el sofrito español.